# اشلی سی. ویلیامز
اشلی سی ویلیامز (انگلیسی: Ashley C. Williams؛ زادهٔ ۲۴ ژانویهٔ ۱۹۸۴) یک هنرپیشه، تهیه‌کننده، و خواننده اهل ایالات متحده آمریکا است. وی از سال ۲۰۰۹ میلادی تاکنون مشغول فعالیت بوده‌است. از فیلم هایی که او در آن نقش داشته میتوان هزارپای انسانی را نام برد